# Trận lâu đài Itter
Trận lâu đài Itter là trận đánh diễn ra trong những ngày cuối cùng của Thế chiến thứ 2 ở châu Âu, 5 ngày sau khi Adolf Hitler tự sát. Lính của tiểu đoàn xe tăng thuộc sư đoàn thiết kỵ 12 Hoa Kỳ do trung úy John C. "Jack" Lee, Jr, cùng lực lượng quân đội Đức chống Quốc xã và những tù nhân quan trọng người Pháp bảo vệ pháo đài trước một lực lượng nhỏ của sư đoàn thiết kỵ ném lựu đạn số 17 của Waffen-SS. Những tù nhân Pháp gồm các cựu thủ tướng, tướng lãnh và 1 ngôi sao quần vợt. Đây có lẽ là trận đánh duy nhất mà Hoa Kỳ và Đức chiến đấu cùng nhau. Theo nhiều người đánh giá thì trận đánh này được gọi là trận đánh "kỳ lạ" nhất Chiến tranh Thế giới thứ hai,  cũng là trận chiến cuối cùng trong chiến tranh thế giới thứ hai.

## Bối cảnh
Lâu đài trung cổ Itter (Schloss Itter), là một lâu đài nhỏ tọa lạc trên một ngọn đồi gần làng Ittler thuộc huyện Kitzbühel tại Áo. Sau sự kiện Anschluss (Đức sáp nhập Áo vào lãnh thổ của mình), chính phủ Đức chính thức thuê mượn lâu đài từ chủ nhân của nó – Franz Gruener vào cuối năm 1940.
Trung tướng Đức Oswald Pohl thuộc SS chiếm lâu đài theo lệnh của Heinrich Himmler vào ngày 7 tháng 2 năm 1943. Việc chuyển đổi lâu đài thành một nhà tù hoàn thành vào ngày 25 tháng 4 năm 1943, và cơ sở vật chất được đặt dưới sự quản lý của trại tập trung Dachau.
Nhà tù được xây nhằm chứa những tù nhân có tiền sử thuộc vào dạng quan trọng mà Đức Quốc xã có thể khai thác được. Những tù nhân có tiếng gồm ngôi sao tennis Jean Borotra cựu thủ tướng Édouard Daladier, chị ruột của tướng Charles de Gaulle – bà Marie-Agnès Cailliau, cựu tổng tham mưu Maxime Weygand, cựu thủ tướng Paul Reynaud, cựu tổng tham mưu Maurice Gamelin, nhà lãnh đạo cánh hữu François de La Rocque, và chủ tịch công đoàn Léon Jouhaux. Bên cạnh những nhân vật trên, pháo đài còn giam giữ một số những tù nhân Đông Âu thuyên chuyển từ trại Dachau, những tù nhân này còn có nhiệm vụ bảo trì nhà cửa và làm tạp dịch.

## Trận đánh
Chỉ huy nhà tù, Sebastian Wimmer, bỏ trốn ngày 4 tháng 5 năm 1945 sau khi Eduard Weiter (sĩ quan chỉ huy pháo đài kiêm trung tá SS), chỉ huy cuối cùng của trại Dachau tự tử. Lính bảo vệ của đơn vị SS-Totenkopfverbaende rời khỏi lâu đài ngay sau đó. Những tù nhân trong lâu đài trang bị những vũ khí còn lại rồi nổi dậy nắm quyền kiểm soát lâu đài.
Zvonimir Čučković, một thành viên người Nam Tư trong phe kháng chiến bị giam ở Itter, bỏ chạy khỏi lâu đài để tìm sự hỗ trợ của Quân đồng minh chỉ 2 ngày trước khi Wimmer bỏ trốn. Čučković, gặp sư đoàn 103 bộ binh Hoa Kỳ gần vùng Innsbruck và báo cho họ về những tù nhân trong lâu đài. Thiếu tá Josef Gangl, chỉ huy một đơn vị Wehrmacht cũng đã hợp tác với lực lượng kháng chiến Áo vào những ngày cuối của cuộc chiến. Gangl dự tính cứu những tù nhân trong lâu đài, nhưng thay vì vậy thì lại đầu hàng quân Hoa Kỳ.
Kế hoạch được lên để giải cứu những cá nhân quan trọng bị giam trong lâu đài Itter. Trung úy John C. "Jack" Lee tình nguyện nhận nhiệm vụ giải cứu, đi theo là lính của Gangl. Lực lượng giải cứu gồm 14 lính Hoa Kỳ, 2 xe tăng Sherman, 1 chiếc xe Volkswagen Kübelwagen và một xe tải chở 10 lính Đức. Một lối đi nhỏ để chặn kẻ địch được dựng lên và một chiếc Sherman được bố trí lại phía sau để bảo vệ cây cầu.

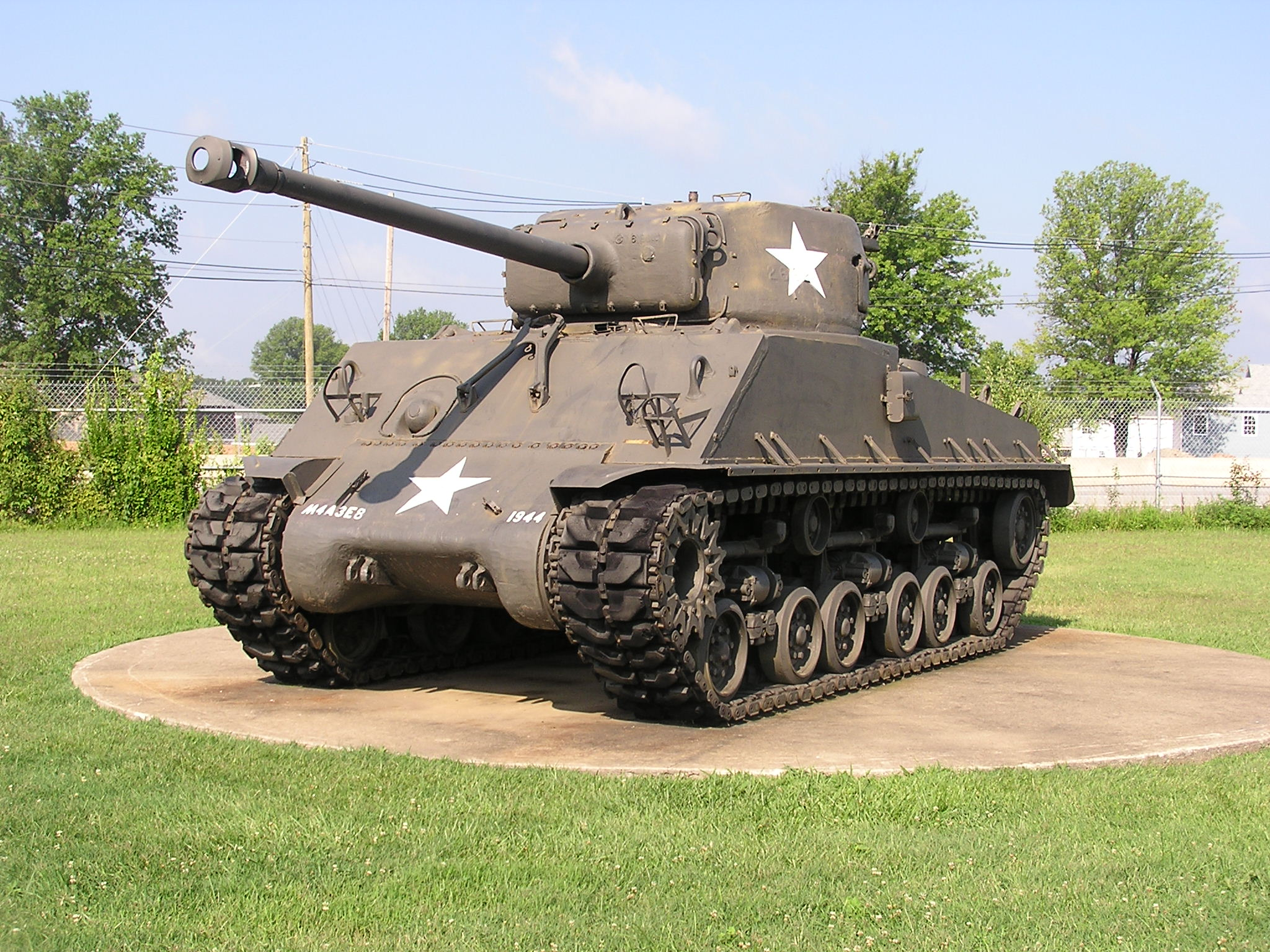
Một chiếc tăng Sherman

Những tù nhân Pháp chào mừng nhóm giải cứu nhưng thấy thất vọng vì lực lượng quá ít. Lee bố trí lính dưới trướng mình tại các chốt phòng ngự xung quanh lâu đài. Ông còn để chiếc Sherman của mình (tên là Besotten Jenny) tại ngay cửa chính.
Một lực lượng nhỏ của Waffen-SS bắt đầu tấn công vào lâu đài ngay sau đó, vào sáng ngày 5 tháng 5. Trước khi đợt tấn công bắt đầu, Gangl kịp gọi điện cho Alois Mayr – chỉ huy kháng chiến Áo ở Itter và yêu cầu tăng viện; thêm 2 lính Đức và một thành viên kháng chiến Áo tên là Hans Waltl nhanh chóng chạy xe tới lâu đài. Chiếc Sherman bắn súng máy yểm trợ cho tới lúc bị hỏa lực của Đức phá hủy. Lee lệnh cho các tù binh người Pháp nấp vào, nhưng họ cứ đứng bên ngoài, và chiến đấu cùng với lính Hoa Kỳ và lính Wehrmacht Đức. Trong trận chiến, ngôi sao quần vợt Borotra tình nguyện rời khỏi lâu đài để kiếm sự hỗ trợ từ bên ngoài. Lúc sau thì đơn vị giải vây – trung đoàn bộ binh 142 đến và đánh bại quân SS.

## Ý nghĩa lịch sử của trận đánh
Lee được trao huân chương cá nhân có phục vụ loại xuất sắc (Distinguished Service Cross) và được thăng lên cấp Đại úy. Gangl thì tử trận vì trúng đạn bắn tỉa, nhưng cũng được vinh danh là anh hùng quốc gia của Áo và được đặt tên cho một con đường ở vùng Wörgl. Một số người đã đặt tên trận chiến này là trận đánh "kỳ lạ" nhất chiến tranh thế giới thứ hai. Cuộc chiến nổ ra năm ngày sau khi Adolf Hitler đã tự sát. Đây cũng là trận duy nhất mà người Mỹ và Đức chiến đấu như các đồng minh trong chiến tranh.

## Sách đã dẫn
- Harding, Stephen (2013). The Last Battle: When U.S. and German Soldiers Joined Forces in the Waning Hours of World War II in Europe. Da Capo Press. ISBN 978-0-306-82209-4.
- Mayer, John G. (ngày 26 tháng 5 năm 1945). "12th Men Free French Big-Wigs". Hellcat News. 12th Armored Division.
- Roberts, Andrew (ngày 12 tháng 5 năm 2013). "World War II's Strangest Battle: When Americans and Germans Fought Together". The Daily Beast.